# Howell Davis
Howell Davis (ca. 1690, Milford Haven, Gales – 19 de junio de 1719, Isla de Príncipe, Santo Tomé y Principe), también conocido como Hywel y/o Davies, fue un pirata de origen galés. Su carrera de pirata duró solo 11 meses, desde el 11 de julio de 1718 hasta el 19 de junio de 1719, cuando fue emboscado y asesinado. Sus barcos fueron el Cadogan, Buck, Saint James y Rover . Davis capturó 15 barcos ingleses y franceses conocidos.

## Carrera
Nacido en Milford Haven, Pembrokeshire, Gales, Davis se inició en la piratería el 11 de julio de 1718 cuando el barco de esclavos Cadogan, en el que se desempeñaba como compañero, fue capturado por el pirata de origen irlandés Edward England. Decidiendo unirse a los piratas, Davis recibió el mando del Cadogan y partió hacia Brasil el 18 de julio de 1718. Sin embargo, su tripulación se amotinó y navegó a Barbados. Aquí Davis fue encarcelado por el cargo de piratería, pero finalmente fue liberado y buscó refugio en la guarida pirata de Nueva Providencia en las islas Bahamas. Con New Providence siendo limpiada por el gobernador Woodes Rogers, Davis se fue en el balandro Buck y conspiró con otros seis miembros de la tripulación, que incluían a Thomas Anstis y Walter Kennedy, para hacerse cargo del barco frente a la isla de Martinica. Davis fue elegido capitán y realizó redadas para capturar barcos mercantes desde su base en Coxon's Hole, en la isla de Roatán en la costa de Honduras.
Posteriormente, cruzó el océano Atlántico para aterrorizar a la navegación en las islas portuguesas de Cabo Verde. Uno de los premios que tomó allí se convirtió en esu nuevo buque insignia, el Saint James de 26 cañones. Luego formó una sociedad con un pirata francés llamado Olivier Levasseur, conocido como La Buse, y otro capitán pirata, Thomas Cocklyn, relación que duró hasta que se enzarzaron en una discusión estando en estado de ebriedad. Transfiriéndose a la nave Rover de 32 cañones, Davis navegó hacia el sur y capturó premios más ricos en la Costa Dorada en el Golfo de Guinea. Uno de sus prisioneros fue su compatriota galés Bartholomew Roberts, que estaba destinado a hacerse aún más famoso como pirata, así como Thomas Sutton, que navegaría junto a Roberts durante toda su carrera pirata.

## Trucos y engaños

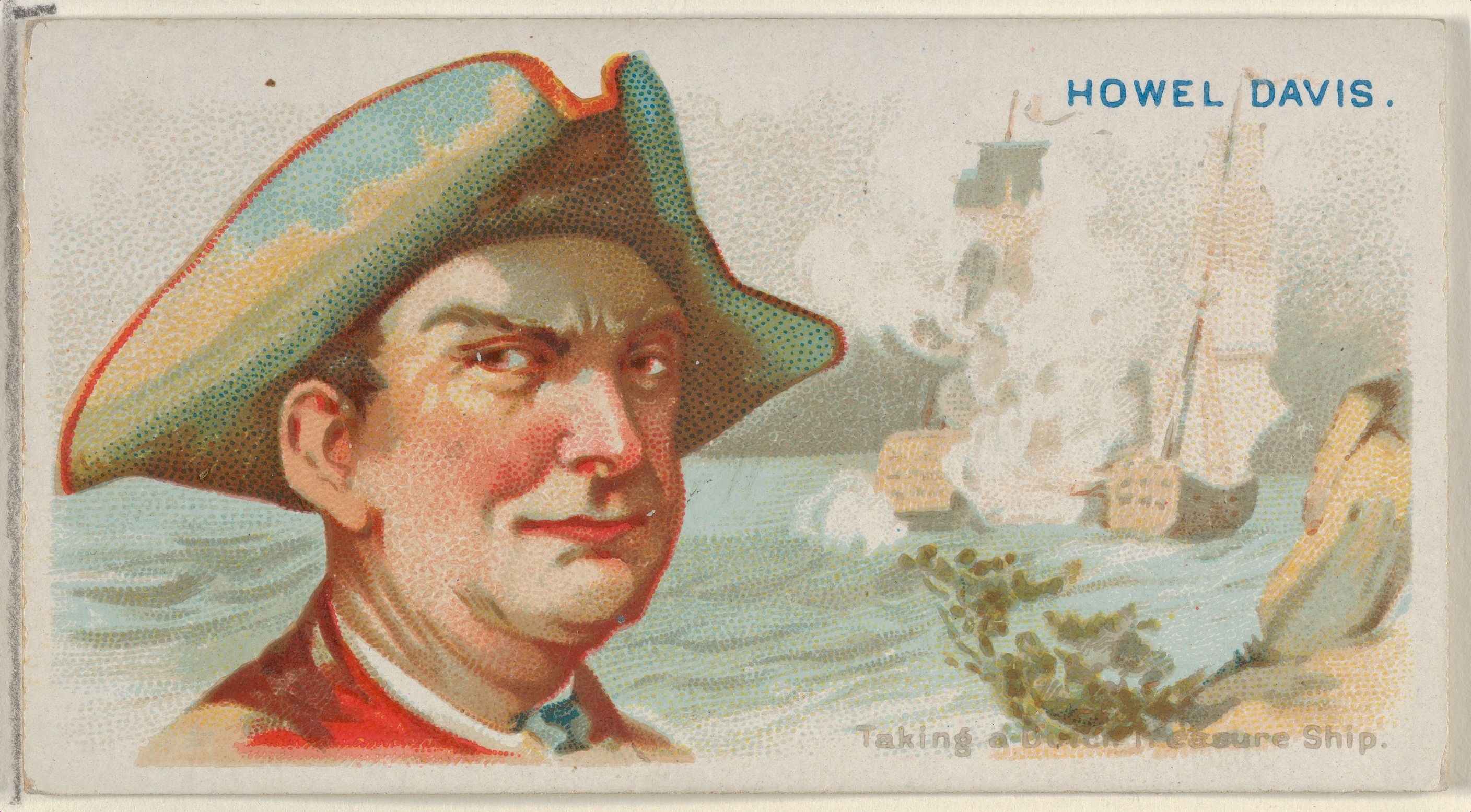
Howell Davis, tomando un barco del tesoro holandés, de los piratas de la serie principal española (N19)

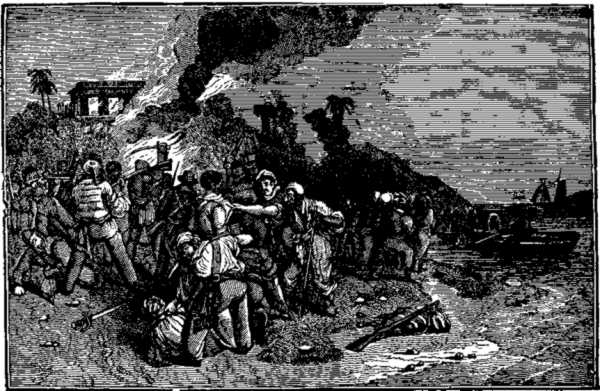
La muerte del Capitán Davis en una emboscada en Puerto Príncipe

Siendo un hombre inteligente y encantador en sus tratos, Davis fingió ser un corsario legítimo de la Marina Real británica para engañar al comandante de un fuerte de esclavos de la Royal African Company en Gambia. Después de capturar al comandante en una cena de bienvenida, Davis lo retuvo para pedir un rescate y ganó 2000 libras en oro.
En otra ocasión se apoderó de un barco francés más poderoso enarbolando una bandera pirata negra de otro barco grande pero ligeramente armado que había tomado recientemente. El barco francés se rindió rápidamente, pensando que estaba superado en armas.
Sin embargo, cuando intentó su pretensión de ser un cazador de piratas de la Royal Navy para secuestrar al gobernador de la isla portuguesa de Príncipe, el gobernador vio a través de él. Davis fue invitado a visitar el fuerte para tomar una copa de vino. En el camino hacia allí, los piratas fueron emboscados y Davis fue asesinado a tiros el 19 de junio de 1719. Bartholomew Roberts fue elegido para sucederlo y asaltó la isla en represalia esa misma noche.
El capitán William Snelgrave, el capitán del Bird, un barco capturado por los piratas en 1719, escribió más tarde el relato sobre su experiencia. Su barco fue tomado por los hombres de Thomas Cocklyn, quienes abusaron de él. Sin embargo, cuando se le informó de esto, Davis protegió a Snelgrave y obviamente le causó una impresión favorable. Snelgrave concluyó que Davis era un hombre "que (teniendo en cuenta el curso de la vida en el que había estado infelizmente comprometido) era una persona humana muy generosa".

## En la cultura popular
La leyenda de Howell Davis ha inspirado obras de ficción recientes como The Noble Pirates de RL Jean.
Howell Davis hace una aparición menor en el juego Assassin's Creed IV: Black Flag de Ubisoft de 2013, donde su nave es rastreada por el protagonista Edward Kenway, que busca a Bartholomew Roberts. Cuando Kenway llega a Príncipe, descubre el cadáver baleado de Davis, y luego se asocia con Roberts y mata a los dos corsarios responsables de la muerte de Davis, John Cockram y Josiah Burgess . Más adelante en el juego, Roberts usa el disfraz de Howell.

## enlaces externos
- Enciclopedia pirata: Howell Davis Archivado el 7 de julio de 2011 en Wayback Machine.
- Piratas: La vida en el mar: Marítimo, mar y barcos: Archivos de datos
- Esta obra contiene una traducción total derivada de «Howell Davis» de Wikipedia en inglés, concretamente de esta versión del 5 de enero de 2023, publicada por sus editores bajo la Licencia de documentación libre de GNU y la Licencia Creative Commons Atribución-CompartirIgual 4.0 Internacional.

- Datos: Q2989294
- Multimedia: Howell Davis / Q2989294